# برودي سميث
برودي سميث (بالإنجليزية: Brodie Smith)‏ هو يوتيوبي أمريكي، ولد في 29 أغسطس 1987 في فيرفيو في الولايات المتحدة.